# Sleeping Sun
"Sleeping Sun" er en power ballad af det symnfoniske metalband Nightwish fra Finland. Den blev skrevet af Tuomas Holopainen og er dedikeret til solformørkelsen i Europa i 1999. Den blev først udgivet på MaxiCD med samme navn i 1999, og en genindspilning blev udgivet i slutningen af oktober og begyndelsen af november 2005.

## Oprindelig udgave

### Spor
| 1.    | "Sleeping Sun"       | 4:04 |
| 2.    | "Walking in the Air" | 5:31 |
| 3.    | "Swanheart"          | 4:46 |
| 4.    | "Angels Fall First"  | 5:34 |
| 19:56 |                      |      |

### Salgstal
| Land    | Certificering |
| ------- | ------------- |
| Finland | Guld          |

### Personel
- Tarja Turunen – Vokal
- Tuomas Holopainen – Keyboards
- Erno "Emppu" Vuorinen – Guitar
- Jukka Nevalainen – Trommer
- Sami Vänskä - Basguitar

## Genindspilning
I 2005 annoncerede Nightwish at de ville indspille en ny version af sangen til deres opsamlingsalbum Highest Hopes. Tarja Turunen sang vokalen på genindspilningen, hvilket blev hendes sidste bidrag til en studieindspilning med gruppen inden hun blev erstattet af Anette Olzon.
"Sleeping Sun" udkom på Highest Hopes med titlen "Sleeping Sun 2005 Version". Den blev udgivet på CD og DVD for at promovere albummet.
CD-singlen inkluderede den fulde "2005 version", radioudgaven af den nye version samt den originale indspilning fra 1999.
Bandet indspillede også en video til den nye version. En voldsom middelalderlig krigsscene med alle gruppens medlemmer. DVD singlen-udgaven fra 2000 var blevet filmet med forsangeren Tarja Turunen der går omkring i Pakkahuone, Tampere, Finland. Hun er det eneste af gruppens medlemmer som medvirker i den oprindelige, noget mindre dramatiske, musikvideo. Både videoen fra 2000 og fra 2005 blev inkluderet på DVD-udgaven af genindspilningen.

### Spor

#### CD single
1. Sleeping Sun - edited
2. Sleeping Sun
3. Sleeping Sun - original

#### DVD single
1. Sleeping Sun 2005
2. Sleeping Sun 1999 version
3. Sleeping Sun (Live @ Summer Breeze)

### Personel
- Tarja Turunen – Vokal
- Tuomas Holopainen – Keyboards
- Erno "Emppu" Vuorinen – Guitar
- Marco Hietala - Basguitar
- Jukka Nevalainen – Trommer